# Сергиенко, Роллан Петрович
Роллан Петрович Сергие́нко (19 января 1936 — 4 декабря 2020, Москва) — советский и украинский режиссёр полнометражных художественных и документальных фильмов, сценарист, общественный деятель. Член Национального союза кинематографистов Украины и Международного Объединения кинематографистов славянских и православных народов, член Гильдии кинорежиссёров России. Заслуженный деятель искусств Украины (2010).

## Биография
Родился в семье учителей на Черниговщине (Украина). В 1963 году окончил Всесоюзный государственный институт кинематографии (мастерская А. П. Довженко и М. Э. Чиаурели). Профессиональную деятельность начал на ЦСДФ (снимал курсовую и дипломную работы).
Получив после окончания ВГИКа распределение на Киевскую студию художественных фильмов имени А. П. Довженко, снял в разное время три художественных фильма — «Карты» (1964), «Белые тучи» (1968) и «Счастье Никифора Бубнова» (1983).
С 1960 года стал работать в документальном жанре — «Бортовой 812» (1960), «Я землю люблю» (1962), «Ритм задан миру» (1971), «Открой себя» (1972), «Будущее начинается сегодня» (1973), «Николай Рерих» (1976, сценарий Р. А. Григорьевой и Л. В. Шапошниковой), «Вячеслав Павлович Губенко, хирург» (1978), «Олесь Гончар» (1979), «Закон Вернадского» (1984, сценарий Р. А. Григорьевой), «Солдаты Орловы» (1985) и другие.
Особое место в кинематографической деятельности Р. П. Сергиенко занимает тема Чернобыля. В мае 1986 года, сразу после аварии, в «зону» первыми прорвались, преодолев чиновничьи преграды, две киногруппы, одну из которых возглавлял Роллан Сергиенко. Его фильм «Колокол Чернобыля», завершённый в ноябре 1986 года, по мнению Межведомственной комиссии, «выражающий антигосударственную позицию, подрывающий авторитет науки и сеющий ненужные сомнения», необходимо было поправить. На широкий экран картина попала лишь в феврале 1987 года, так и не получив высокого санкционирования.
Фильм получил значительный общественный резонанс. Всего на тему Чернобыля режиссёром снято семь фильмов («Порог», «Приближение к Апокалипсису», «Чернобыль. Тризна», «Чернобыль. Послесловие» и другие).
Р. П. Сергиенко — автор фильма о своём педагоге А. П. Довженко (1995, «Исповедь перед Учителем»).
Работал на студиях «Укркинохроника», «Киевнаучфильм», «Укртелефильм» и РЦСДФ. В последнее время жил в Москве.

## Награды и премии
- Орден Мужества (2 мая 1996 года) — за самоотверженность, проявленную при ликвидации последствий аварий на Чернобыльской АЭС[3]
- Медаль «В память 1500-летия Киева»
- Заслуженный деятель искусств Украины (20 августа 2010 года) — за весомый личный вклад в укрепление международного авторитета Украины, популяризацию её исторического наследия и современных достижений и по случаю 19-й годовщины независимости Украины[4]
- Памятный знак Международной организации Союз Чернобыль «Гуманность и милосердие» (1996)
- Нагрудный знак о занесении в Книгу почета Союза Чернобыль России (1996)
- Почётный знак «За достижения в развитии культуры и искусства» (2001)
- Международная премия имени Н. К. Рериха в номинации «Сохранение культурных ценностей и миротворчество»(2008)[5]
- Государственная премия УССР имени Т. Г. Шевченко (1991) — за фильмы «Открой себя», «Тарас», «Перед иконой»

## Фильмография

### Художественные фильмы
- 1983 - Счастье Никифора Бубнова
- 1968 - «Белые тучи»
- 1964 - «Карты» (короткометражный фильм)

### Документальные фильмы
- 2004 - «Отче» (сценарий Р. А. Григорьевой), видео
- 2001 - «Чернобыль — 2001 — Завещание» (автор сценария, режиссёр));
- 1999 - «Второе объяснение в любви»  (автор сценария, режиссёр);»
- 1996 - «Чернобыль. Послесловие» (автор сценария, режиссёр);
- 1995 - «Исповедь перед Учителем» (автор сценария, режиссёр);
- 1994 - «О жизни и смерти…» (автор сценария, режиссёр);
- 1993 - «Чернобыль. Тризна»;
- 1992 - «Межа» (автор сценария, режиссёр)»
- 1991 - «Приближение к Апокалипсису. Чернобыль рядом» (автор сценария совместно с Владимиром Синельниковым);
- 1990 - «Не спрашивай, по ком звонит колокол» (автор сценария совместно с Владимиром Синельниковым);
- 1989 - «Колокол звонит по тебе» (автория сценария совместно с Владимиром Синельниковым);
- 1988 - «Порог»;
- 1986 - «Майское утро»;
- 1986 - «Колокол Чернобыля» (автор сценария совместно с Владимиром Синельниковым);
- 1986 - «Львовский собор»;
- 1985 - «Солдаты Орловы»;
- 1984 - «Закон Вернадского»;
- 1980 - «Олесь Гончар. Штрихи к портрету»;
- 1979 - «Гончар. Знаменоносцы»;
- 1978 - «Вячеслав Павлович Губенко, хирург»;
- 1976 - «Николай Рерих»;
- 1974 - «Будущее начинается сегодня»;
- 1972 - «Открой себя»;
- 1971 - «Ритм задан миру»;
- 1966 - «Объяснение в любви»;
- 1962 - «Я землю люблю»;
- 1960 - «Бортовой 812» (совместно с Ярославом Ефимовым);